# (8750) Nettarufina
(8750) Nettarufina (2197 P-L) – planetoida z pasa głównego asteroid okrążająca Słońce w ciągu 3,9 lat w średniej odległości 2,48 au. Odkryta 24 września 1960 roku.